# Rydbergova formula
Rydbergova fórmula [rídbergova ~] podaja ionizacijsko energijo ali energijo, potrebno za vzbujenje atoma iz danega v višji energijski nivo za vodik in vodiku podobne atome, kjer ni treba upoštevati medsebojnega vpliva elektronov:
{\displaystyle W_{i}=-Z^{2}\left({\frac {1}{n_{1}^{2}}}-{\frac {1}{n_{2}^{2}}}\right){\frac {\mu _{0}^{2}m_{e}c^{4}e_{0}^{4}}{8h^{2}}}\!\,.}
Pri tem je Z naboj jedra, n1 in n2 začetno in končno vrstno število, μ0 indukcijska konstanta, me masa elektrona, c hitrost svetlobe v praznem prostoru, e0 osnovni naboj, h pa Planckova konstanta. Pri ionizaciji je končno vrstno število neskončno.
Zmnožek konstant, ki nastopa v zgornji enačbi, včasih poimenujejo tudi Rydbergova energija in označijo WR:
{\displaystyle W_{\rm {R}}={\frac {\mu _{0}^{2}m_{e}c^{4}e_{0}^{4}}{8h^{2}}}}

## Spektroskopija
Rydbergova formula je pojasnila spektralne črte – Lymanovo, Balmerjevo in Paschenovo serijo, ki jih izseva atom vodika.
Rydbergovo formulo pogosto zapišejo tudi kot:
{\displaystyle {\frac {1}{\lambda _{\mathrm {vac} }}}=RZ^{2}\left({\frac {1}{n_{1}^{2}}}-{\frac {1}{n_{2}^{2}}}\right)\!\,.}
Pri tem poimenujejo R Rydbergova konstanta:
{\displaystyle R={\frac {\mu _{0}^{2}m_{e}c^{3}e_{0}^{4}}{8h^{3}}}\!\,.}
Vrednost Rydbergove konstante je 1,0973731 · 107 m-1.

## Zgodovina
Formulo je leta 1888 odkril švedski fizik Johannes Rydberg.